# Heliodisplay
L'Heliodisplay è uno schermo planare interattivo. Proietta le immagini come un ologramma.
L'inventore Chad Dyner afferma infatti che non è una tecnologia olografica (quindi mediante laser), ma dei retroproiettori.
Non richiede nessun substrato per proiettare l'immagine ma soltanto aria.
Dal dispositivo per visualizzare l'immagine fuoriesce però un getto di vapore.
Lavora come uno schermo touchscreen galleggiante, con la possibilità di manipolare l'immagine proiettata in aria con le dita, e può inoltre essere connesso a un computer usando una connessione VGA.
Può essere anche connesso con una tv o un DVD con il cavo RGB.

## Modelli
- M1
- M2

L90"
M50
LC